# Lady of the Bedchamber
La Lady of the Bedchamber è la persona che detiene l'incarico ufficiale di camerista di una regina britannica o principessa. La posizione è tradizionalmente tenuta da un membro femminile di una famiglia nobile. Nel 1839 le preoccupazioni che la regina Vittoria fosse determinata a circondarsi delle mogli dei politici Whig portò alla bedchamber crisis, impedendo l'installazione di un governo Tory sotto Robert Peel.

## Lista delle Ladies of the Bedchamber
Quella che segue è una lista non completa delle Ladies of the Bedchamber dal 1558 ad oggi (designata anche Gentlewoman of Her Majesty's Bedchamber) della corte regia britannica. Vedere anche dama di compagnia, Woman of the Bedchamber e Mistress of the Robes.

### Elisabetta I (1558-1603)
- 1558–1565: Kat Ashley
- 1559–1569: Catherine Carey
- 1569-1599: Elizabeth Stafford

### Anna di Danimarca (1603–1619)
- Lucy Russell, contessa di Bedford
- Penelope Blount, contessa del Devonshire
- Anne Livingstone, contessa di Eglinton
- Elizabeth Schaw, contessa di Annandale
- Jean Drummond, contessa di Roxburghe
- Bridget Annesley
- Cecily Bulstrode
- Dorothy Bulstrode
- Bridget Markham
- Jane Meautys
- Mary Middlemore
- Dorothy Silking

### Enrichetta di Borbone-Francia (1625–1649)
- 1625: Elizabeth Thimbelby
- 1626: Lucy Percy

### Caterina di Braganza (1662-1688)

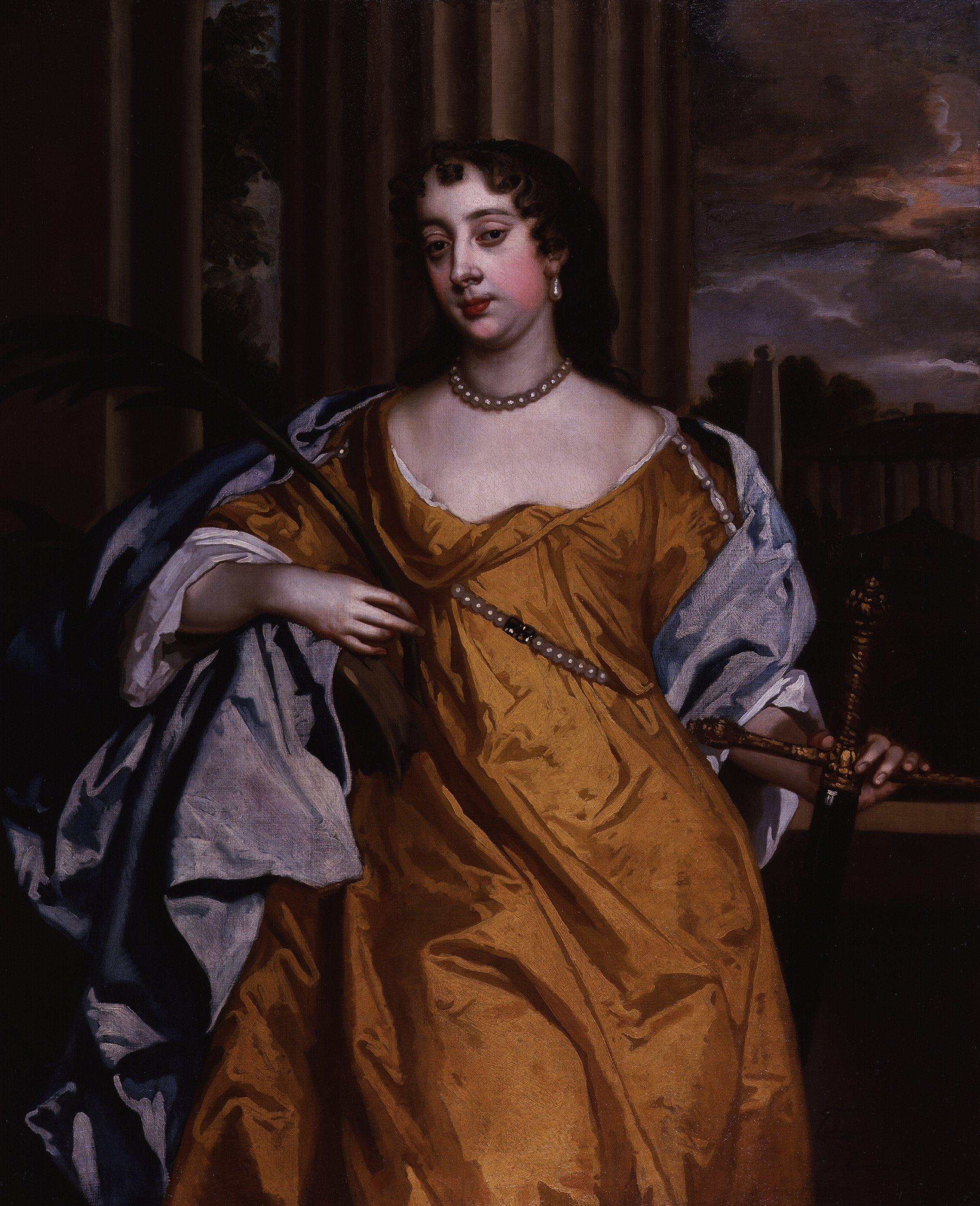
Barbara Palmer, amante di Carlo II Stuart e Lady of the Bedchamber di sua moglie, la regina Caterina.

- 1663–1688: Mary Villiers, duchessa di Buckingham
- 1663–1688: Jane Granville, contessa di Bath
- 1663–1681: Barbara Howard, contessa di Suffolk
- 1663–1673: Barbara Palmer, contessa di Castlemaine
- 1663–1667: Katherine Stanhope, contessa di Chesterfield

### Anna (1704-1714)
- 1704–1714: Abigail Masham, baronessa Masham
- 1704–1712: Anne Spencer, contessa di Sunderland
- 1704-1712: Anne Venables-Bertie, contessa di Abingdon

### Carolina di Brandeburgo-Ansbach (1714-1737)
- 1714–1737: Elizabeth, duchessa di Dorset
- 1714–1717: Louisa Berkeley, contessa di Berkeley
- 1714–1717 & 1726: Diana Beauclerk, duchessa di St Albans
- 1714–1717: Henrietta Paulet, duchessa di Bolton
- 1714–1717: Mary Churchill, duchessa di Montagu
- 1714–1724: Mary, contessa Cowper
- 1714–1726: Adelaide Talbot, duchessa di Shrewsbury
- 1717: Elizabeth Montagu, viscontessa Hinchingbrooke
- 1718–1722: Barbara Herbert, contessa di Pembroke
- 1718–1724: Henrietta d'Auverquerque, contessa di Grantham
- 1718–1737: Elizabeth, contessa di Bristol
- 1718–1720: Anne Scott, contessa Deloraine
- 1722: Jane Capell, contessa di Essex
- 1724–1737: Frances Seymour, contessa di Hertford
- 1724–1737: Sarah, duchessa di Richmond
- 1725–1737: Anne van Keppel, contessa di Albemarle
- 1725–1737: Henrietta Fermor, contessa di Pomfret
- ?–1737: Mary Pembroke, contessa di Pembroke (extra)
- ?–1737: Dorothy Herbert, contessa di Cork (extra)

### Augusta di Sassonia-Gotha-Altenburg, principessa del Galles (1736-1763)
- 1736: Annie Howard, contessa di Effingham
- 1736–1764: Anne Ingram, viscontessa Irvine
- 1736–1739 & 1742–1759: Charlotte Byng, viscontessa Torrington
- 1737–1772: Lady Charlotte Edwyn
- 1743–1772: Frances Lumley-Saunderson, contessa di Scarbrough
- 1743–1772: Maria Howe, viscontessa Howe
- 1745–1772: Elizabeth, contessa Berkeley

### Carlotta di Meclemburgo-Strelitz (1761-1818)
- 1761–1768: Diana Spencer

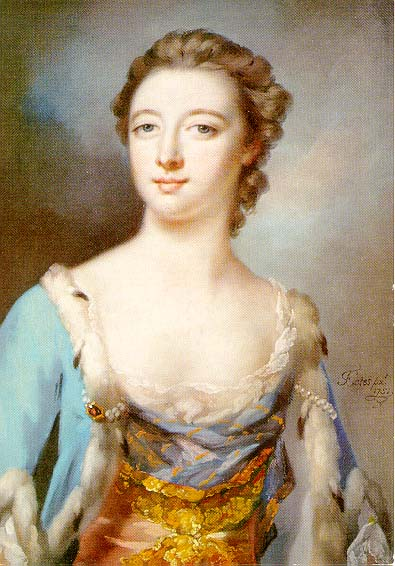
Elizabeth, duchessa di Hamilton, moglie del sesto duca di Hamilton e Lady of the Bedchamber della regina Carlotta.

- 1761-1770: Elizabeth Percy, contessa di Northumberland
- 1761-1784: Elizabeth, Duchessa di Hamilton
- 1761–1791: Elizabeth Howard, contessa di Effingham
- 1761–1770: Elizabeth, contessa di Northumberland
- 1761–1794: Alicia Wyndham, contessa di Egremont
- 1761–1793: Elizabeth, marchesa di Bath
- 1761–1768: Diana St John, viscontessa Bolingbroke
- 1768–1782: Isabella Seymour, contessa di Hertford
- 1770–1801: Mary Darcy, contessa di Holderness
- 1783–1818: Elizabeth Herbert, contessa di Pembroke and Montgomery
- 1784–1818: Elizabeth Harcourt, contessa Harcourt
- 1791–1818: Elizabeth Townshend, viscontessa Sydney
- 1793–1807: Elizabeth, contessa di Cardigan
- 1794–1818: Jane, contessa di Harrington
- 1801–1818: Mary Parker, contessa di Macclesfield
- 1807–1813: Henrietta, contessa di Chesterfield
- 1813–1818: Anne Dundas, viscontessa Melville

### Adelaide di Sassonia-Meiningen (1830-1837)
- 1830–1837: Emily, marchesa di Westmeath
- 1830–1837: Arabella Bourke, contessa di Mayo
- 1830–1849: Marianne Wellesley, contessa di Mornington
- 1830–1834: Anna, marchesa di Ely (extra 1834-1837)
- 1830–1837: Emma, contessa Brownlow
- 1830–1837: Lady Harriet Clinton
- 1833–1836: Harriet, contessa Howe
- 1836–1837: Harriet Baker-Holroyd, contessa di Sheffield

### Vittoria (1837-1901)

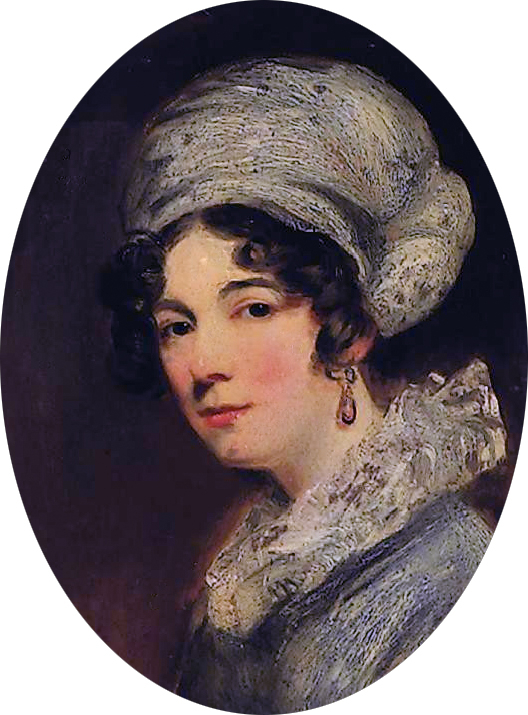
Sarah Lyttelton, baronessa Lyttelton, Lady of the Bedchamber della regina Vittoria.

- 1837–1838: Louisa, marchesa di Lansdowne
- 1837–1838: Elizabeth Lambton, contessa di Durham
- 1837–1841: Maria Phipps, marchesa di Normanby
- 1837–1841: Anna Russell, duchessa di Bedford
- 1837–1842: Sarah Lyttelton, baronessa Lyttelton
- 1837–1842: Frances Noel, contessa di Gainsborough
- 1837–1851: Emma Portman, baronessa Portman
- 1837–1854: Anne, contessa di Charlemont
- 1838–1840: Blanche, duchessa di Devonshire
- 1839: Elizabeth Campbell, marchesa di Breadalbane
- 1839–1842: Mary, contessa di Sandwich
- 1840–1854 & 1863–1865: Carolina, contessa di Mount Edgcumbe
- 1841–1845: Catherine, contessa di Dunmore
- 1842: Susan Ramsay, contessa di Dalhousie
- 1842–1843: Charlotte Fitzalan-Howard, duchessa di Norfolk
- 1842–1855: Charlotte Canning, contessa Canning
- 1841–1867: Frances, viscontessa Jocelyn (extra 1867-1880)
- 1843–1858: Elizabeth Wellesley, duchessa di Wellington
- 1845–1864: Elizabeth, contessa di Desart
- 1851–1889: Jane, marchesa di Ely
- 1854–1897: Anne Murray, duchessa di Atholl
- 1854–1900: Jane, baronessa Churchill
- 1855–1863: Maria, baronessa Macdonald
- 1858–1878: Jane, contessa di Caledon
- 1864–1890: Elizabeth, baronessa di Waterpark
- 1865–1895: Susanna, duchessa di Roxburghe
- 1867–1872: Eliza, viscontessa Clifden
- 1872–1874: Blanche, contessa di Mayo
- 1873–1901: Eliza, contessa di Erroll
- 1874–1885: Julia, baronessa Abercromby
- 1878–1901: Ismania, baronessa Southampton
- 1885–1901: Emily Russell, baronessa Ampthill
- 1889–1901: Cecilia, viscontessa Downe
- 1890–1901: Louisa, contessa di Antrim
- 1895–1901: Edith, contessa di Lytton
- 1897–1901: Anne Innes-Ker, duchessa di Roxburghe

### Alessandra di Danimarca (1901-1925)
- 1900–1910: Alice Stanley, contessa di Derby (extra 1910-1925)
- 1901–1905: Edith Bulwer-Lytton, contessa di Lytton
- 1901–1910: Louisa, contessa di Antrim
- 1901–1925: Louisa Acheson, contessa di Gosford
- 1901–1911: Cecilia Harbord, baronessa Suffield
- 1901–1907: Alice Douglas, contessa di Morton (extra)
- 1901–1912: Mary, contessa di Macclesfield (extra)
- 1905–1910: Maud Petty-FitzMaurice, marchesa di Lansdowne (extra 1901-05 & 1910-1925)
- 1907–1910: Cicely Gascoyne-Cecil, marchesa di Salisbury (extra 1910-1925)
- 1905–1910: Constance Ashley-Cooper, contessa di Shaftesbury (extra)
- 1910–1914: Winifred Hardinge, baronessa Hardinge di Penshurst (extra)
- 1911–1925: Cecilia Carington, marchesa di Lincolnshire

### Maria (1901-1953)
- 1901–1902: Ida, contessa di Bradford (extra 1905-1936)
- 1901–1910 & 1916–1953: Mabell Ogilvy, contessa di Airlie (extra 1910-1916)
- 1902–1910: Mary Cochrane-Baillie, baronessa Lamington (extra 1910-1917)
- 1906–1913: Constance, contessa di Shaftesbury (extra 1905-1906 e 1913-1953)
- 1911–1916 & 1924–1936: Ethel Grenfell, baronessa Desborough (extra 1916-1924 e 1936-1952)
- 1911–1936: Mary Elliot-Murray-Kynynmound, contessa di Minto (extra 1936-1940)
- 1911–1953: Margaret Lygon Russell, baronessa Ampthill
- 1913–1924: Emily Fortescue, contessa Fortescue (extra 1924-1929)

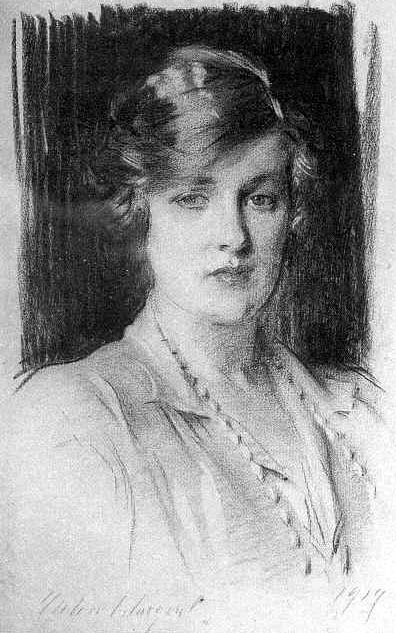
Cynthia Spencer, contessa Spencer, Lady of the Bedchamber della regina Elisabetta.

### Elisabetta (1937-2002)
- 1937–1947: Mary Wilson, baronessa Nunburnholme
- 1937–1972: Cynthia Spencer, contessa Spencer
- 1937–1941: Dorothy Wood, contessa di Halifax
- 1937–1994: Patricia Smith, viscontessa Hambleden
- 1945–1967: Beatrice Ormsby-Gore, baronessa Harlech (extra 1941-1945)
- 1947–1979: Katharine Lumley, contessa di Scarbrough
- 1973–2002: Elizabeth Beckett, baronessa Grimthorpe
- 1994–2002: Elizabeth Lumley, contessa di Scarbrough

### Elisabetta II (1952-2022)

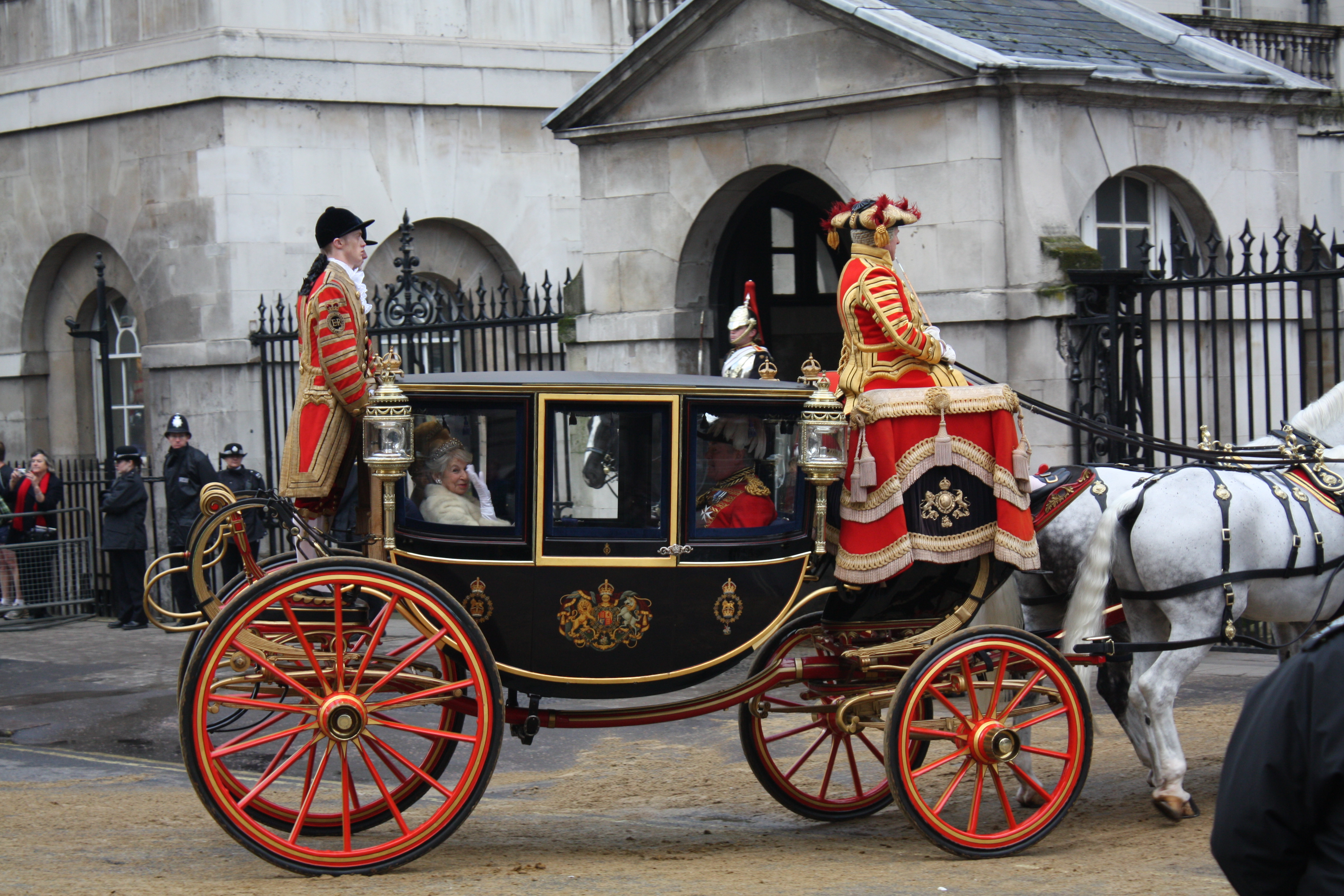
La contessa di Airlie torna a Buckingham Palace in carrozza nel 2008, dopo aver partecipato alla cerimonia di apertura del Parlamento in qualità di Lady of the Bedchamber della regina Elisabetta II (posizione che ha ricoperto dal 1973 fino alla morte della sovrana).

- 1953–1966: Fortune FitzRoy, duchessa di Grafton
- 1953–1973: Elizabeth Coke, contessa di Leicester
- 1966–1987: Patricia Nevill, marchesa di Abergavenny (extra 1960-1966 e 1987-2005)
- 1967–1971: Esmé van der Woude
- 1967-1969: Sonia Fairfax, Lady Fairfax di Cameron
- 1973–2022: Virginia Ogilvy, contessa di Airlie
- 1987–2021: Diana Maxwell, baronessa Farnham
- 1987–2022: Richenda Elton, nee Gurney, baronessa Elton